# Gjyzepina Kosturi
Gjyzepina Kosturi z domu Misloca - (ur. 12 maja 1912 w Barze, zm. 25 stycznia 1985 w Tiranie) – albańska śpiewaczka operowa (sopran), kuzynka Drity Kosturi. 

## Życiorys
Pochodziła z rodziny kupieckiej ze Szkodry - była córką Gjokë Misloca i Paoliny z d. Marubi. Po ukończeniu szkoły średniej w Szkodrze uzyskała stypendium, które umożliwiło jej w 1932 wyjazd do Rzymu i naukę sztuki wokalnej w konserwatorium Santa Cecilia. Powróciła do kraju w 1937 i w ciągu następnego roku śpiewała na koncertach w największych miastach Albanii. W marcu 1945 po raz pierwszy jej pieśni zaprezentowało Radio Tirana. W 1948 była jedną z pierwszych nauczycielek śpiewu w liceum artystycznym Jordan Misja w Tiranie. 
Do 1953 śpiewała głównie albańskie pieśni ludowe. Kiedy w Tiranie powstał Teatr Opery i Baletu została jedną z pierwszych solistek tej sceny, występując od tej pory głównie w repertuarze operowym. Wystąpiła w roli księżnej w operze Rusałka Aleksandra Dargomyżskiego, która otworzyła pierwszy sezon działalności Teatru. Okres największych sukcesów przypadł na lata 1960-1961, kiedy wystąpiła w roli Tatiany w operze Eugeniusz Oniegin Piotra Czajkowskiego i w roli tytułowej w operze Madame Butterfly Giacomo Pucciniego. W 1971 wystąpiła w filmie fabularnym - Kur zbardhi një ditë w roli kobiety pracującej w klasztorze.
Została uhonorowana przez władze Albanii tytułem "Zasłużonego Artysty" (alb. Artist i Merituar). Jej portret namalował włoski malarz Mario Ridola. Zmarła po długiej i ciężkiej chorobie. W 2007 ukazała się książka Nexhata Agollego Zonja me shpirt e operas shqiptare, poświęcona artystce.
W życiu prywatnym była zamężna - mąż Rexhai Kosturi (1905-1968) był urzędnikiem państwowym i malarzem.